# Dmytro Mycak
Dmytro Witalijowycz Mycak (ukr. Dmytro Witalijowycz Mycak; ur. 8 listopada 1995 w Borysławiu) – ukraiński narciarz alpejski, olimpijczyk. Startuje na rozmaitych imprezach, a zwykle w zawodach FIS Race.

## Wyniki[1]

### Igrzyska olimpijskie
| Rok  | Igrzyska olimpijskie | Wyniki                                              |
| 2014 | Soczi                | 52 (super gigant), 60 (slalom gigant), DSQ (slalom) |

### Mistrzostwa świata juniorów
| Rok  | Miejsce       | Wyniki                                                                                 |
| 2011 | Crans Montana | 78 (slalom gigant), DSF (slalom), DSQ (super gigant)                                   |
| 2012 | Roccarasso    | 54 (zjazd), 64 (super gigant), 72 (slalom gigant), 18 (kombinacja), 57 (slalom)        |
| 2014 | Jasna         | DNF (super kombinacja), 91 (super gigant), 79 (zjazd), 79 (slalom gigant), 49 (slalom) |

### Zimowe igrzyska olimpijskie młodzieży
| Rok  | Miejsce   | Wyniki                                                                    |
| 2012 | Innsbruck | 27 (super gigant), 26 (super kombinacja), 28 (slalom gigant), 26 (slalom) |